# استان مالانژه
استان مالانژه (به لاتین: Malanje Province) یکی از استان‌های کشور آنگولا است.

## خصوصیات
استان مالانژه ۹۷٬۶۰۲ کیلومترمربع مساحت و ۹۶۸٬۱۳۵ نفر جمعیت دارد.